# Comté d'Union (Mississippi)
Pour les articles homonymes, voir Comté d'Union.
Le comté d'Union (en anglais : Union County) est un comté dans le nord de l'État du Mississippi, aux États-Unis. Il compte 27 134 habitants lors du recensement de 2010. Son siège est New Albany.